# Dan Flavin
Dan Flavin (Jamaica, Nova York, 1 d'abril del 1933 – Riverhead, Nova York, 29 de novembre del 1996) és un escultor nord-americà enquadrat dins del corrent de l'Art Minimalista.
Va centrar el seu treball sobretot en la construcció d'escultures mitjançant tubs de neó que generaven un ambient determinat i propiciaven canvis en la percepció visual.